# Stilkritik

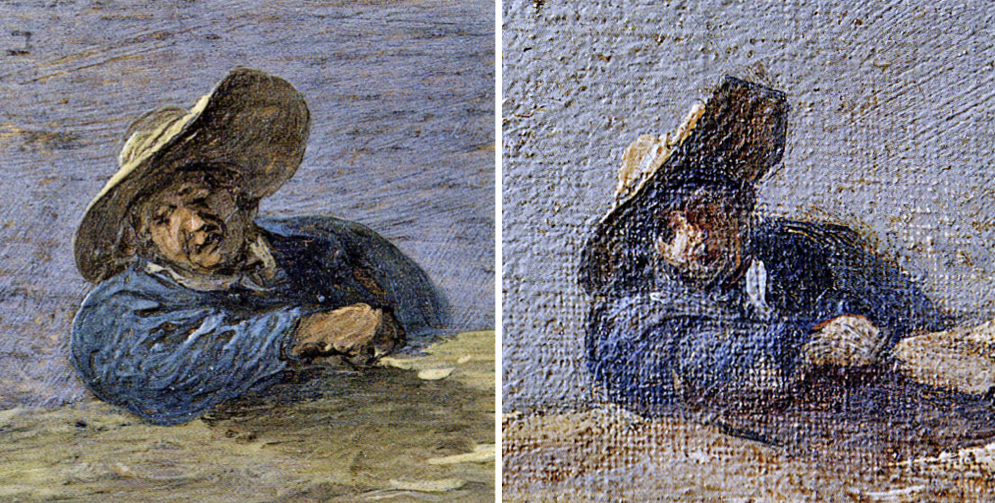
Das Gemäldedetail (links) zeigt die typische holländische Maltechnik des 17. Jahrhunderts auf einem hölzernen Bildträger, das Detail rechts eine moderne Kopie auf Leinwand.

Die Stilkritik ist eine Hilfswissenschaft der Kunstwissenschaft. Sie entwickelte sich im Laufe des 19. Jahrhunderts aus der rein ästhetischen und historischen Kritik zu dem, neben der naturwissenschaftlichen Gemäldeuntersuchung, wichtigsten Verfahren für die Gemäldebestimmung.

## Anwendung
Befindet sich auf einem Gemälde kein Hinweis auf einen Maler (Signatur, Monogramm), erfolgt die Zuschreibung an einen bestimmten Künstler durch die Stilkritik und/oder überlieferte Dokumente (historische Kritik).
Stilkritik bedeutet das Erfassen, Ordnen, Hervorheben und Auswerten der Merkmale eines Gemäldes, um es einer Zeit, einer Kunstlandschaft und/oder einem Künstler zuzuordnen. Die Stilkritik ähnelt in ihren Grundzügen der Graphologie. Bei der Stilkritik prüft der Sachverständige, häufig ein Kunsthistoriker, nicht nur die „Handschrift“ des Künstlers, sondern auch Erfindung, Komposition, Farbgebung und die Maltechnik des Gemäldes.
Jede Zeit entwickelt charakteristische künstlerische Auffassungen, denen der einzelne Künstler – mehr oder weniger – unterliegt und denen er mit seinen künstlerischen und technischen Mitteln Ausdruck verleiht. In der Malerei beeinflusst der Zeitstil sowohl die Maltechnik wie die Auswahl der Materialien, Motive, Formelemente und die Art der Zusammenfassung zu einem Kunstwerk.
Die Möglichkeiten der Stilkritik werden durch die Makrountersuchung, die Infrarotuntersuchung und die Röntgenuntersuchung erweitert.

## Röntgenuntersuchung

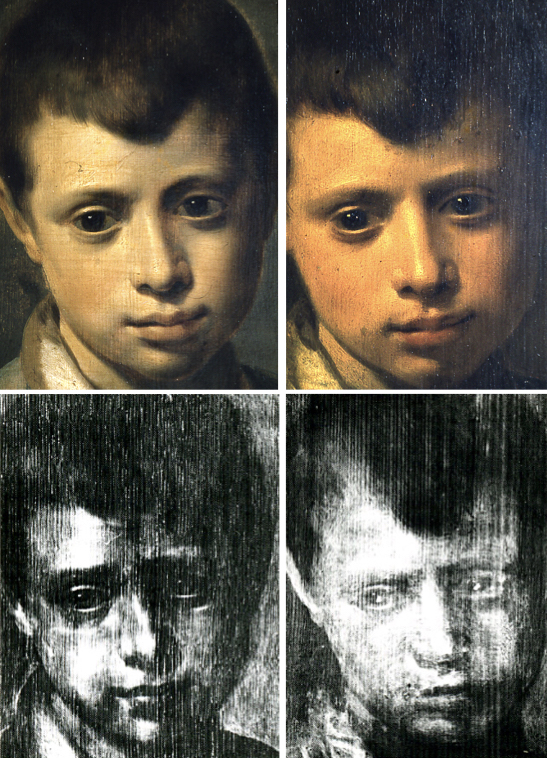
Die Bleiweißstruktur des Originalgemäldes (links) unterscheidet sich deutlich von der seiner späteren Kopie.

Die Röntgenuntersuchung erweitert die Möglichkeiten der Stilkritik, deren Analyse sich nur auf Befunde stützt, die an der Oberfläche sichtbar sind. Die Röntgenaufnahme erfasst dagegen in einem Summationsbild den gesamten Gemäldeaufbau und reduziert ihn auf eine mehr oder weniger ausgeprägte Schwarzweißstruktur. Sie zeigt nur den Bleiweißanteil der Malschicht. Durch den Wegfall der Farbgebung „vereinfacht“ sich die stilkritische Auswertung.
Die Möglichkeiten dieses Arbeitsgebietes wurden erstmals von Christian Wolters an Beispielen niederländischer und deutscher Künstler des 15. und 16. Jahrhunderts dargelegt. 1958 publizierte Aulmann eine umfangreiche Arbeit über Röntgenuntersuchungen an Gemälden von Konrad Witz. Das abgebildete Material ist so umfangreich, dass man diese Arbeit als ersten Röntgenatlas bezeichnen kann. 1971 veröffentlichte Meier-Siem eine Arbeit über die Selbstbildnisse Rembrandts im Röntgenbild.